# Energiegefilterte Transmissionselektronenmikroskopie
Die Energiegefilterte Transmissionselektronenmikroskopie (engl. energy filtered transmission electron microscopy; EFTEM) ist eine Weiterentwicklung der Transmissionselektronenmikroskopie (TEM, Elektronen-Energieverlust-Spektroskopie). Bei ihr werden zur Bilddarstellung nur unelastisch gestreute Elektronen mit bestimmten, charakteristischen Energien herangezogen, wobei nur diese zur Erzeugung energiegefilterter Elektronenbeugungsbilder beitragen. Damit kann die Verteilung von chemischen Elementen im Bildfeld schnell und effektiv gemessen werden.

## Prinzip
Das Bild entsteht beim EFTEM (Energiefilterndes TEM) wie beim gewöhnlichen TEM durch die Elektronenstreuung in der Probe. Dabei durchdringt ein Großteil der Elektronen die Probe ungehindert, ein Teil tritt jedoch mit der Probe in Wechselwirkung. Sie werden elastisch unter Richtungsänderung und inelastisch unter Änderung von Richtung und Geschwindigkeit gestreut. Der Energieverlust inelastisch gestreuter Elektronen ist charakteristisch für bestimmte Wechselwirkungen, etwa die Ionisierung eines Atoms. 
Während beim konventionellen TEM die in bestimmten Winkeln gestreuten Elektronen zur Bilderzeugung selektiert werden, werden beim EFTEM die Elektronen zusätzlich nach Energie selektiert. Dazu werden mit Hilfe eines Spektrometers aus dem Spektrum der transmittierten Elektronen nur die Elektronen mit einem bestimmten Energieverlust ausgewählt. Die den Kontrast mindernden Anteile werden dadurch ausgeblendet. So tragen nur Elektronen mit einem spezifischen Energieverlust zur Abbildung bei, was eine Verbesserung aller Kontrastarten bewirkt. Da die Methode keine Auswirkungen auf die Ortsauflösung hat, lassen sich sowohl dünne und unkontrastierte als auch gefrorene oder unkonventionell dicke Präparate mit hervorragendem Kontrast abbilden. Kleine, diffusible Moleküle wie Ionen lassen sich am sichersten in Kryopräparaten im EFTEM nachweisen. Darüber hinaus kann man auf diese Weise auch Elektronen mit ganz speziellem Streuverhalten auswählen, die zu struktur- oder elementspezifischen Bildern führen.
Zur automatischen Aufnahme und Analyse von Spektren und energiegefilterten Bildern werden folgende Methoden und Techniken eingesetzt.
- Die Bearbeitung und Erstellung von ESI-(electron spectroscopic imaging-)Verteilungsbildern wird hauptsächlich zur Untersuchung strahlungsempfindlicher Präparate verwendet.[2]
- Die Bearbeitung und Erstellung von parallelen und seriellen Elektronenenergieverlustspektren (kurz EELS, von englisch: electron energy loss spectroscopy) aus Bildserien (image EELS) von unterschiedlichen Energieverlusten wird im Rahmen der Analyse und Abbildung geringster Elementkonzentrationen eingesetzt und ermöglicht eine Verbesserung der lokalen spektralen Empfindlichkeit. Erst nach der Erstellung werden Einzelbilder ausgewählt und wird damit festgelegt, welche Energieverluste zur Erstellung des resultierenden Elementverteilungsbildes für die weitere Analyse herangezogen werden. Die parallele Aufzeichnung von Energieverlustspektren mit einer CCD-Kamera zur schnellen Identifizierung von Elementen und deren Verteilung in der Probe wird als Parallel-EELS bezeichnet.[2] Anhand typischer Intensitätsverläufe in einem EELS-Spektrum (etwa einer Ionisationskante) können Elemente identifiziert werden. Dazu werden im einfachsten Fall zwei Bilder aufgenommen: Ein Bild mit Elektronen, deren Energieverlust genau der Ionisationsenergie eines bestimmten Elements entspricht, und ein Bild mit einem Energieverlust unmittelbar vor der Ionisationskante. Eine Division dieser beiden Bilder („Kante:Vorkante“) zeigt jene Bildstellen hell, an denen das Element verstärkt vorhanden ist.
- sowie eine Quantifizierung und die Schichtdickenbestimmung.[2]

## Technik
Um Elektronen einer bestimmten kinetischen Energie auszuwählen, werden sie zunächst entsprechend ihrer Energie sortiert. Dies geschieht dadurch, dass die Elektronen ein Magnetfeld durchlaufen, in dem sie aufgrund der Lorentzkraft abgelenkt werden. Je schneller ein Elektron ist, desto geringer ist sein Ablenkwinkel. Mehrere magnetische Linsen bilden schließlich das Elektronenspektrum ab. Mit Hilfe eines mechanischen Schlitzes wird aus diesem Spektrum der gewünschte Energiebereich ausgewählt. Dieser kann beispielsweise dem charakteristischen Absorptionsbereich eines chemischen Elementes entsprechen. Mit weiteren Linsen entsteht ein Verteilungsbild dieses Elementes. Die Kombination aus Magnetfeld und abbildenden Linsen bezeichnet man als Energiefilter.